# 408
Римська імперія розділена на дві частини. У Східній Римській імперії розпочинається правління Феодосія II. У Західній править Гонорій. Галлію захопили узурпатори. У Китаї правління династії Цзінь. В Індії правління імперії Гуптів. У Японії триває період Ямато. У Персії править династія Сассанідів.
На території лісостепової України Черняхівська культура. У Північному Причорномор'ї готи й сармати. Історики VI століття згадують плем'я антів, що мешкало на території сучасної України приблизно з IV сторіччя. З'явилися гуни, підкорили остготів та аланів і приєднали їх до себе.

## Події
- 1 травня після смерті батька Аркадія імператором Візантійської імперії став Феодосій II.
- Узурпатор Костянтин III проголосив цезарем і співправителем свого сина Константа II.
- 22 серпня Стіліхона звинуватили в державній зраді й стратили. Вбили багато вандалів на римській службі.
- Король готів Аларіх із 30-тисячним військом перейшов через Альпи й узяв в облогу Рим. Римський сенат змушений виплатити йому велику данину золотом, сріблом, тканинами та перцем.
- Гуни під проводом Улдіна перейшли через Дунай і вдерлися в Східну Римську імперію. Римляни не згодилися платити данину й війська Антемія витіснили варварів.

## Померли
- Аркадій, римський імператор.
- Стіліхон, вандал.